# Хупперат
Хупперат (нем. Hupperath) — община в Германии, в земле Рейнланд-Пфальц. 
Входит в состав района Бернкастель-Витлих. Подчиняется управлению Виттлих-Ланд.  Население составляет 611 человек (на 31 декабря 2010 года). Занимает площадь 4,11 км².